# Claude Volter
Pour les articles homonymes, voir Claude et Volter.
Claude Volter, né 31 janvier 1933 à Matadi et mort le 15 octobre 2002 à Woluwe-Saint-Pierre, est un comédien et metteur en scène de théâtre belge.
Après un passage au Conservatoire de Bruxelles, il entre au Conservatoire de Paris en compagnie de Jean-Pierre Marielle, Françoise Fabian, Claude Rich, Jean-Paul Belmondo et Bruno Cremer. Il y rencontre Jacqueline Bir avec qui il aura deux fils, dont l’acteur Philippe Volter.
En 1957, Claude Volter et Jacqueline Bir s’installent à Bruxelles et fondent la Comédie Claude Volter qu'il dirigera jusqu’à son décès.
Il y monte principalement les pièces du théâtre classique, laissant libre cours à son goût pour les costumes et décors fastueux.
Il meurt chez lui dans son sommeil à l'âge de 69 ans et est inhumé au cimetière de Woluwe-Saint-Pierre.

## Récompenses
- 1965 : Ève du Théâtre